# Грёндаль, Бенедикт Сигюрдссон
Бенедикт Сигюрдссон Грёндаль (исл. Benedikt Sigurðsson Gröndal; 7 июля 1924, Исафьярдарбайр, Исландия — 20 июля 2010) — премьер-министр Исландии (1979—1980).

## Биография
Родился в семье учителя. В 1946 окончил Гарвардский университет со степенью бакалавра истории, в 1947 — аспирантуру Оксфорда.
Начал карьеру журналистом в журнале Alþýðublaðið. Редактор Samvinnan 1951—1958. В 1959—1969 годах — главный редактор Alþýðublaðið.
Затем — директор Ассоциации кооперативного образования. Один из пионеров исландского телевидения.
В 1956—1982 — депутат Альтинга от Народной партии, в 1974—1980 — лидер Социал-демократической (Народной) партии.
В 1978—1980 — министр иностранных дел, одновременно с этим в 1979—1980 — премьер-министр Исландии.
С 1982 — посол в Швеции и Финляндии, Затем — посол по особым поручениям в странах Азиатско-Тихоокеанского региона (Австралия, КНР, Южная Корея, Индонезия и Япония).
В 1989—1991 — постоянный представитель Исландии при ООН.
Опубликовал несколько книг по политике, международным отношениям и истории.